# Rustgebied

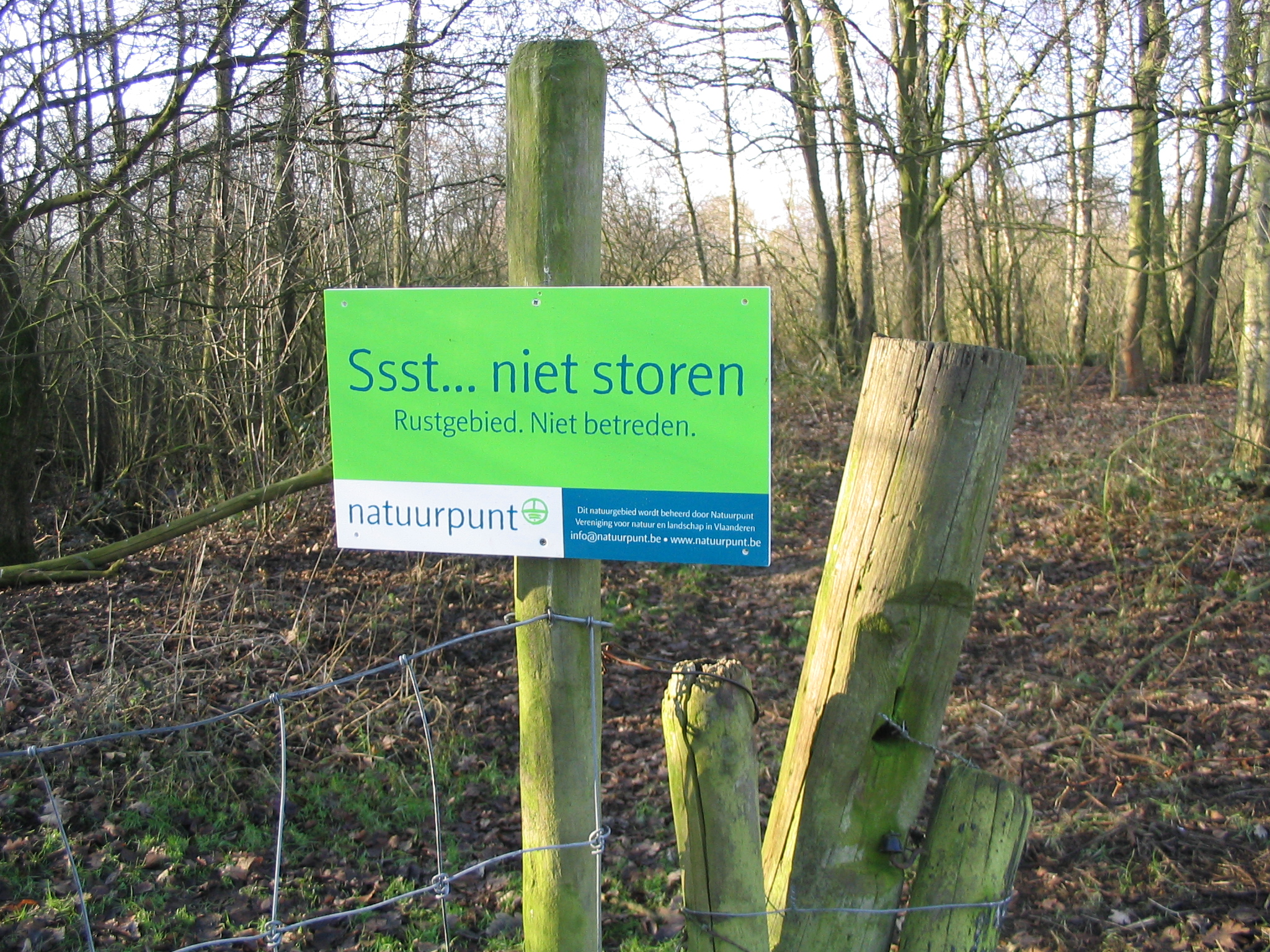
Het Panneweel tijdens het broedseizoen

Een rustgebied is een natuurgebied waar de fauna de kans krijgt om tot rust te komen. Er worden voor uiteenlopende dieren rustgebieden ingesteld. Dit kunnen vogels zijn, groot wild zoals edelherten, of andere dieren. Afhankelijk van de soort worden beschermingsmaatregelen genomen. Bijvoorbeeld tijdens het broedseizoen kunnen gebieden die belangrijk zijn voor vogels worden afgesloten, of men mag de paden niet verlaten. Rustgebieden voor groot wild zijn meestal het hele jaar verboden terrein. De gebieden worden meestal aangeduid met bordjes. Beheerders van natuurgebieden kunnen, als zij daartoe gerechtigd zijn, boetes uitschrijven aan overtreders.